# انسان‌شناسی سیاسی (کتاب)
انسان‌شناسی سیاسی نوشته کلود ریویر است.
مخاطبان کتاب در مقام نخست، دانشجویان کارشناسی و کارشناسی ارشد جامعه‌شناسی و انسان‌شناسی در گرایش‌های علوم‌سیاسی و فلسفه هستند. در این کتاب، پایه‌های استواری دربارهٔ مفاهیم قدرت و سیاست، گونه‌های سازمان یافتگی اجتماعی، کارکرد، نظام‌های تصمیم‌گیری، و استیلا، پویایی‌های متعارض در جوامع به تازگی استقلال یافته از استعمار و دستخوش تنش‌های قومی یا درگیر همسازی‌های سطوح محلی و جهانی خواهند یافت.
این کتاب در سال ۱۳۸۲ و به ترجمهٔ ناصر فکوهی از سوی نشر نی در ۳۴۱ صفحه وارد بازار کتاب ایران شد.

## پی‌نوشت
1. ↑  «انسان‌شناسی سیاسی». انسان‌شناسی و فرهنگ. جمعه، ۱۷ دی. بایگانی‌شده از اصلی در ۲۲ آوریل ۲۰۱۱. دریافت‌شده در ۶ فروردین ۱۳۹۰. از پارامتر ناشناخته |ماه= صرف‌نظر شد (کمک); تاریخ وارد شده در |تاریخ=، عدم تطابق|سال= / |تاریخ= را بررسی کنید (کمک)